# Platyrinchus platyrhynchos
A Platyrinchus platyrhynchos a madarak (Aves) osztályának a verébalakúak (Passeriformes) rendjébe a királygébicsfélék (Tyrannidae) családjába tartozó faj.

## Rendszerezése
A fajt Johann Friedrich Gmelin német természettudós írta le 1788-ban, a Todus nembe Todus platyrhynchos néven.

## Alfajai
- Platyrinchus platyrhynchos amazonicus Berlepsch, 1912
- Platyrinchus platyrhynchos nattereri Hartert & Hellmayr, 1902
- Platyrinchus platyrhynchos platyrhynchos (Gmelin, 1788)
- Platyrinchus platyrhynchos senex P. L. Sclater & Salvin, 1880

## Előfordulása
Az Amazonas-medencében, Bolívia, Brazília, Kolumbia, Ecuador, Francia Guyana, Guyana, Peru, Suriname és Venezuela területén honos. Természetes élőhelye  szubtrópusi és trópusi síkvidéki esőerdők és száraz erdők. Állandó, nem vonuló faj.

## Megjelenése
Testhossza 12 centiméter.

## Természetvédelmi helyzete
Elterjedési területe rendkívül nagy, egyedszáma ugyan csökken, de még nem éri el a kritikus szintet. A Természetvédelmi Világszövetség Vörös listáján nem fenyegetett fajként szerepel.